# جنگل‌های ساحلی پرنامبوکو
جنگل‌های ساحلی پرنامبوکو (انگلیسی: Pernambuco coastal forests) منطقه ای از جنگل‌های مرطوب گرمسیری پهن برگ بیوم و جنگل اطلس آمریکای جنوبی است. این منطقه در شمال شرقی برزیل واقع شده‌است.